# Joe Dizon
Joe P. Dizon (Caloocan, 29 september 1948 – Quezon City, 4 november 2013) was een Filipijns rooms-katholiek priester en activist.

## Biografie
Joe Dizon werd geboren op 29 september 1948 in Caloocan in Metro Manilla. In 1965 begon hij aan een opleiding aan het Our Lady of Guadalupe Seminary in Makati. In 1969 werd Dizon gedwongen om het seminarie te verlaten, vanwege zijn activisme dat hij ook toen al tentoonspreidde. Na ingrijpen van de aartsbisschop Manilla, kardinaal Rufino Santos, mocht hij echter terugkeren en werd hij in 1972 tot priester gewijd. Zijn eerste parochie was in Bacoor, waar hij enkele jaren priester was en opviel door zijn onorthodoxe methoden om de arme bevolking mee te laten tellen binnen de gemeenschap. Nadien was hij tientallen jaren priester. In oktober 2013 werd in een mis onder leiding van kardinaal Luis Antonio Tagle zijn veertigjarige priesterschap gevierd.
Naast zijn werk als priester kreeg Dizon landelijke bekendheid door zijn jarenlange activisme. Zo organiseerde hij protesten tegen het bewind van Ferdinand Marcos. Ook was hij woordvoerder en organisator van de protestbeweging tegen president Joseph Estrada, nadat diens corruptiepraktijken bekend waren geworden. In 1994 was Dizon een van de oprichters van het Workers Assistance Center (WAC), een pastoraal programma van de parochie in Rosario die ondersteuning aan arbeiders in de Cavite Export Processing Zone (CEPZ) bood. Hiervoor kreeg hij in 2008 de Zuid-Koreaanse Tji Hak-Soon Justice and Peace Award. Daarnaast was Dizon een van de oprichters van de verkiezingswaakhond Kontra Daya. Vlak voor zijn dood ageerde hij nog tegen het misbruik van de zogenaamde Pork Barrel door Filipijnse politici.
Dizon leed jarenlang aan diabetes en werd eind oktober 2013 opgenomen in het  National Kidney and Transplant Institute in Quezon City. Daar overleed hij op 65-jarige leeftijd aan de gevolgen van nierproblemen en een hartstilstand. 